# Roger Heinrich
Roger Heinrich (* in den 1960er-Jahren in Ost-Berlin) ist ein deutscher Schlagzeuger und Musikpädagoge.

## Leben
Roger Heinrich wuchs in Ost-Berlin auf und absolvierte sein Musikstudium an der Hochschule für Musik Hanns Eisler Berlin.
Heinrich war im Laufe seiner Karriere in zahlreichen Musikgruppen als Schlagzeuger tätig, darunter auch Anfang der 1990er-Jahre bei den Groovebusters oder bis zum Jahr 2011 in der Modern Soul Band und arbeitete unter anderem mit Musikern wie Dirk Zöllner oder Bürger Lars Dietrich zusammen. Nach dem Tod von Klaus Selmke im Jahr 2020 übernahm Heinrich die Position des Schlagzeugers in der Band City bis zu ihrer Abschiedstournee im Jahr 2022.
Heinrich ist seit einigen Jahren an verschiedenen Musikschulen auch als Lehrer tätig. Er wohnte zeitweise auf der Insel Zypern.